# Discophyllites
Discophyllites – rodzaj głowonogów z wymarłej podgromady amonitów, z rzędu Phylloceratida.
Żył w okresie triasu (karnik - noryk).